# Don (engelsk flod)
Don är en flod i South Yorkshire i England i Storbritannien. Floden är 112 kilometer lång , rinner från Penninerna och är en biflod till Ouse. Den passerar städer bland annat Sheffield, Rotherham och Doncaster. Floderna Dearne, Sheaf, Rivelin och Loxley rinner ut i Don.
Don bildar tillsammans med de viktiga bifloderna Rother och Dearne ett flodsystem med ett upptagningsområde på 1 850 kvadratkilometer. En stor del av regionen har en underliggande geologi som består av kolhaltiga stenar, vilket har lett till att floden blivit förorenad där kol har brutits.